# باسكال بيرغر
باسكال بيرغر هو لاعب هوكي الجليد سويسري، ولد في 24 مارس 1989 في برجدورف في سويسرا.

## وصلات خارجية
- باسكال بيرغر على موقع EliteProspects.com (الإنجليزية)
- باسكال بيرغر على موقع Eurohockey.com (الإنجليزية)
- باسكال بيرغر على موقع HockeyDB.com (الإنجليزية)